# Marie-Josée Jacobs

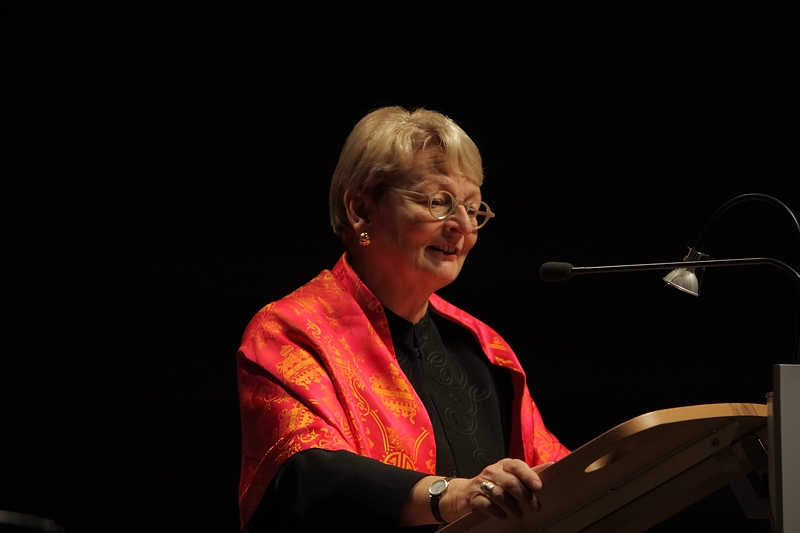
Marie-Josée Jacobs, 2007

Marie-Josée Jacobs (* 22. Januar 1950 in Marnach) ist eine luxemburgische Politikerin.

## Leben
Jacobs ist im Christlichen Gewerkschaftsbund Luxemburg (Lëtzebuerger Chrëschtleche Gewerkschafts-Bond – LCGB) tätig. Sie wurde Mitglied in der konservativen Christlich Sozialen Volkspartei (Chrëschtlech Sozial Vollekspartei – CSV). 1984 wurde Jacobs erstmals als Abgeordnete in das Parlament von Luxemburg (Chambre des Députés) gewählt und in den folgenden Parlamentswahlen wiedergewählt. Jacobs war 14 Jahre lang Ministerin im luxemburgischen Regierungskabinett. Bis 2013 war sie zuständig für die Ressorts Familie, Integration, Entwicklungszusammenarbeit und humanitäre Maßnahmen. Sie war, bis zum 1. Januar 2025, mehr als zwölf Jahre Präsidentin der Wohlfahrtsorganisation Fondation Caritas Luxembourg. Den Vorsitz aus gesundheitlichen- und Altersgründen abzugeben, gab sie Anfang Dezember 2024 bekannt.

## Ehrungen
- 2005: Großkreuz des Ordens des Infanten Dom Henrique